# فخر الدين المعني الأول

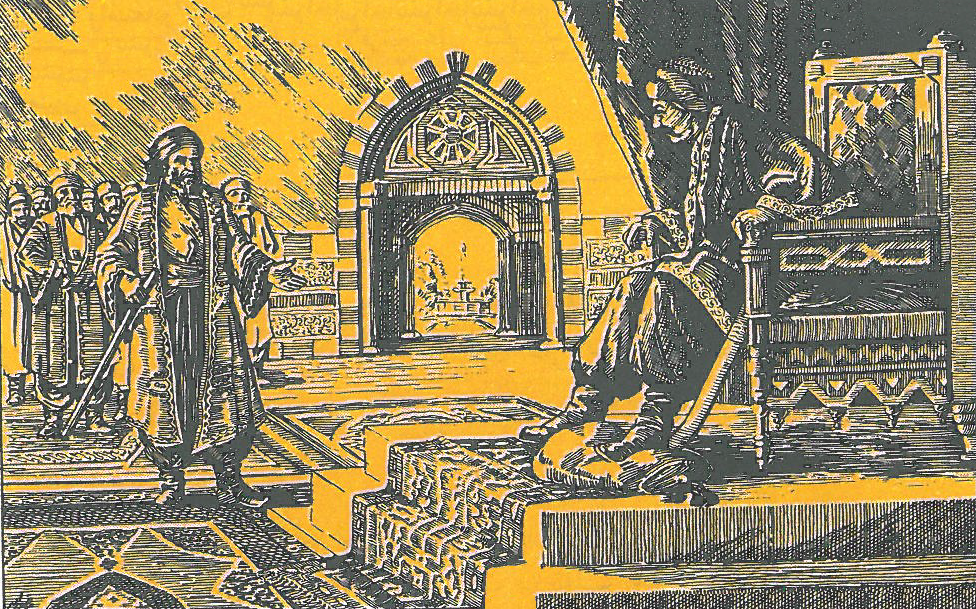
فخر الدين المعني الأول في حضرة السلطان سليم الأول، دمشق 1516.

الأمير فخر الدين المعني الأول أمير معني درزي، تولى الحكم بعد معركة مرج دابق، وكان صاحب مكانة رفيعة لدى المعنيين، وكان أميراً على الشوف وجبل لبنان. وظلت في ولاية لبنان بعد معركة مرج دابق، ولى السلطان سليم الأول الأمير فخر الدين المعني الحكم، لانحيازه للسلطان في معركة مرج دابق ومناصرة العثمانيين على المماليك، ومنحه لقب (سلطان البر) وذلك مقابل المبايعة الذي طالبه فيها بالولاء والخضوع لسلطة الباب العالي. وعندما حاول الأمير الطموح توحيد المناطق وتنمية اقتصادها وتطوير قدراتها والخروج عن طاعة السلطان العثماني أرسل من يقتله عام 1544.
يذكر المستشرق النمساوي ادوارد زامبارو، في كتابه معجم الانساب والاسرات الحاكمة في التاريخ الإسلامي، ص 171 ،  ان الأمير فخرالدين المعني الايوبي الأول هو ابن عثمان ابن ملهم ابن احمد ابن عثمان ابن سعدالدين ابن محمد ابن بشير ابن علي ابن عبد الله ابن سيف الدين اين يوسف الأول ابن يونس ابن معن الأول الايوبي.